# Saló del Còmic i el Manga de Getxo
El Saló del Còmic i el Manga de Getxo (Getxoko Komiki Azoka o Getxoko Komiki eta Manga Azoka en euskera) és un esdeveniment del món del còmic celebrat anualment a Getxo (Euskadi) des del 2002. En les edicions de 2002, 2004, 2005 i 2006 es coneixia com a Saló del Còmic de Getxo (Saló de Còmic de Getxo segons el cartell del 2013), tot i que se celebrava una única convenció un cap de setmana, que englobava el còmic japonès (manga) juntament amb el d'altres països. Entre 2007 i 2011 es va conèixer com a Saló del Còmic i el Manga de Getxo. Des de l'edició de 2012 se separa en dos salons anuals, celebrats en caps de setmana consecutius, el primer pel còmic en general, i el segon només pel manga.

## Trajectòria
X (25 al 27 de novembre de 2011, plaça Estación de Las Arenas)
Es van celebrar exposicions dedicadaes a Jazz Bulles Blues: el cómic a ritmo de swing, El Balanzín i Víctor Santos. Aquest darrer va venir com a convidat, juntament amb Manuel Bartual, Luis Bustos, Manel Fontdevila, Albert Monteys, Nancy Peña, Mireia Pérez, Luis Royo i David Rubín, a més de tres guardonats amb el Premi Nacional del Còmic: Max, Paco Roca i Santiago Valenzuela. També es va homenatjar l'editor Josep María Berenguer i l'editorial bilbaïna Astiberri.

## Volum
|             | I 2002 | II 2003 | III 2004 | IV 2005 | V 2006 | VI 2007 | VII 2008 | VIII 2009 | IX 2010 | X 2011 | XI 2012 | XII 2013 |
| ----------- | ------ | ------- | -------- | ------- | ------ | ------- | -------- | --------- | ------- | ------ | ------- | -------- |
| Assistència |        |         |          |         |        |         |          |           |         |        |         |          |
| Expositors  |        |         |          |         |        |         |          |           |         | 80     |         |          |